# 土田豊
土田 豊（つちだ ゆたか、1898年1月28日 - 1976年6月19日）は、昭和時代の日本の外交官。駐エジプト大使。位階は正三位。 

## 経歴
東京府（現・東京都）出身。1916年に東京高等師範学校附属中学校（現・筑波大学附属中学校・高等学校）を卒業。1921年1月、外務省嘱託となり、同年10月に高等文官試験外交科試験を合格。翌年3月、東京帝国大学法学部法律学科を卒業し、領事官補に任官。1923年1月には外交官補としてフランスへ赴任。1928年、中華民国駐在公使館書記官。1932年2月、駐仏大使館書記官となり、国際連盟関係の事務に従事。1936年11月にはジュネーブ領事を兼任。
帰国して通商局第2課長、大臣官房会計課長、東亜局第2課長等を歴任後、1939年12月に大使館1等書記官兼総領事として中華民国へ赴任。1944年11月、駐中特命全権公使に任命。戦後1949年に退官するが、再入省し1956年1月からエジプト駐在特命全権大使に任命され、以後アフリカ各地に駐箚。1961年5月、退官。1962年、中東調査会理事長。

## 栄典
- 1968年（昭和43年） - 勲一等瑞宝章[3]
- 1976年（昭和51年） - 従三位[4]
- 1976年（昭和51年） - 正三位[5]

外国勲章佩用允許
- 1943年（昭和18年）12月10日 - 中華民国：三級同光勲章[6]